# Kłoczew
Kłoczew is een dorp in het Poolse woiwodschap Lublin, in het district Rycki. De plaats maakt deel uit van de gemeente Kłoczew.